# ぶどうの丘

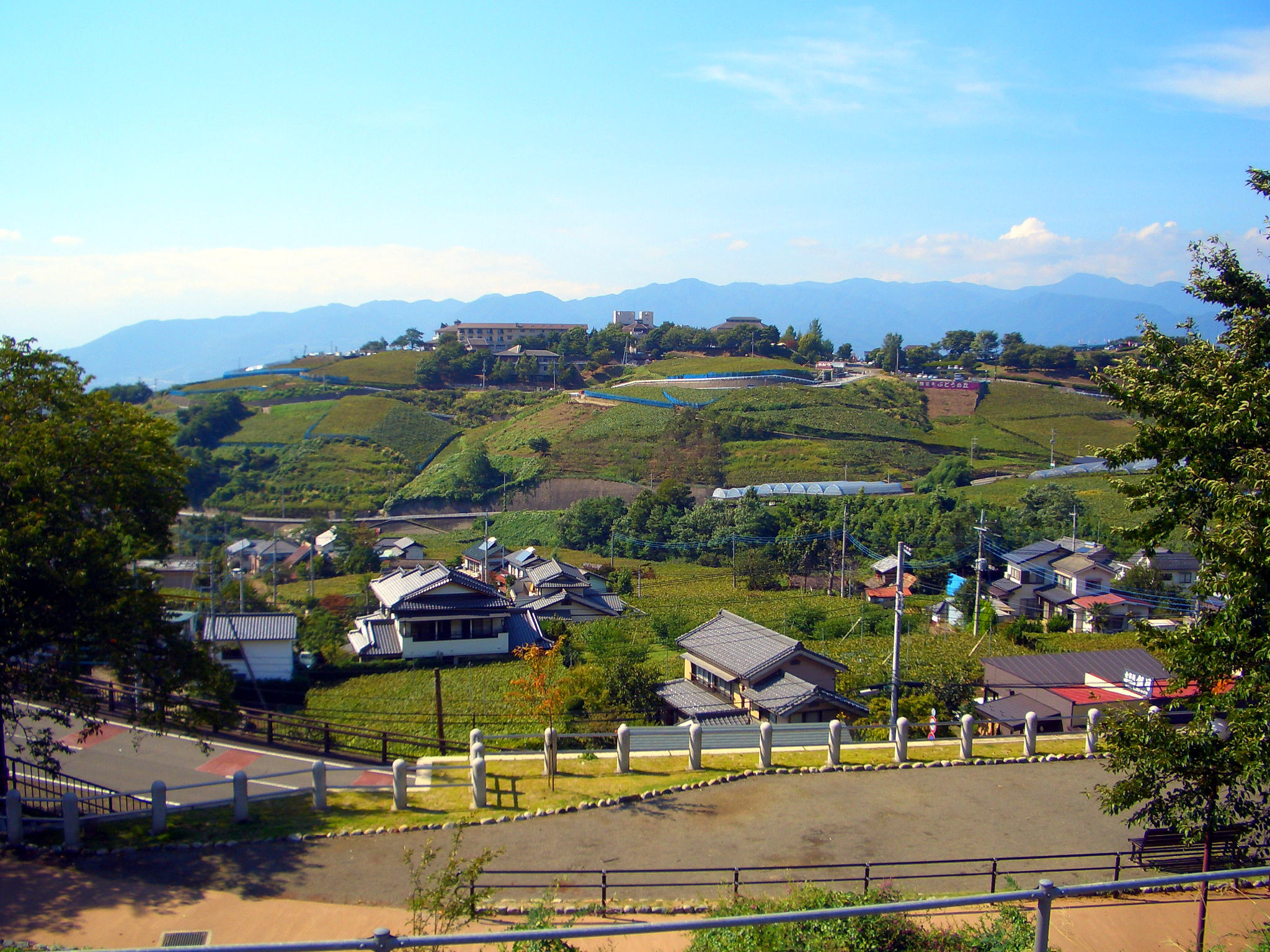
勝沼ぶどう郷駅から見るぶどうの丘

甲州市勝沼ぶどうの丘（こうしゅうしかつぬまぶどうのおか）は、山梨県甲州市勝沼町菱山にある、日本最大級のワインショップを有する観光施設である。その名のとおり小高い丘の上に位置する。塩山市・勝沼町・大和村の合併前は勝沼町により運営されていたが、合併後は甲州市の運営となった。地方公営企業法は全部が適用されている。

## 概要
- 所在地：甲州市勝沼町菱山5093番地
- アクセス：勝沼ぶどう郷から徒歩18分[2]または甲州市コミュニティバスで1駅[3]

辺りをブドウ畑で囲まれた小高い丘の上にある観光施設である。甲州市の審査に合格した市推奨のワインのみを扱うワインショップをはじめ、レストラン、宿泊施設、イベントホールなど様々な施設を有する。
また、天空の湯と呼ばれる温泉も存在する。露天風呂からの眺望は素晴らしく、特に秋のぶどう狩りシーズンは洗い場待ちもあるほどの盛況である。
売店の地下には「ワインカーヴ」があり、有料のタートヴァン（試飲用の器）を購入すれば、試飲用ワイン約180種を当日に限り試飲できる。
その他に、勝沼ぶどう郷駅ワインショップ、釈迦堂遺跡博物館喫茶コーナー、お食事処「思蓮」などの経営も手掛けている。

## 主な施設
- ワインカーヴ
- ワイン文化館
- イベントホール
- 温泉施設(天空の湯)
- 宿泊施設